# Relapse Records
Relapse Records és un segell discogràfic independent estatunidenc amb seu a Upper Darby, Pennsilvània. Va ser fundat per Matthew F. Jacobson el 1990. La discogràfica publica treballs de grups de música thrash metal, grindcore, death metal, hardcore punk i sludge metal.
Ha publicat àlbums musicals de grups com Converge, Cripple Bastards, Death, Don Caballero, Integrity, Iron Reagan, Napalm Death, Obituary, Mumakil, Myrkur, Sublime Cadaveric Decomposition, Today Is The Day i Zeke, entre d'altres.